# Francis Fowke
Francis Fowke (Ballysillan, Belfast, 7 de julio de 1823 - Londres, 4 de diciembre de 1865) fue un ingeniero y arquitecto irlandés, capitán del Cuerpo de Ingenieros Reales. La mayor parte de su trabajo arquitectónico se ejecutó en estilo neorrenacentista, aunque hizo uso de tecnologías relativamente nuevas para crear edificios con armazón de hierro, con grandes galerías y espacios abiertos.

## Biografía

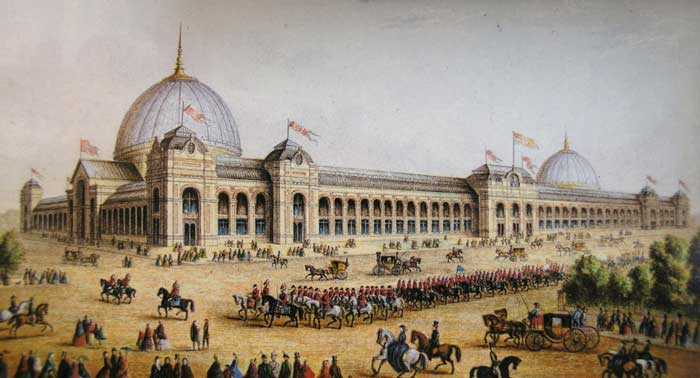
El edificio central de la Exposición Internacional de 1862 en Londres

Fowke nació en Ballysillan, Belfast. Estudió en The Royal School Dungannon , Condado de Tyrone, y en la Real Academia Militar, Woolwich. Obtuvo una comisión en los Ingenieros Reales y sirvió con distinción en las Bermudas y París. A su regreso a Inglaterra, fue nombrado arquitecto e ingeniero a cargo de la construcción de varios edificios gubernamentales.
Entre sus proyectos se encuentran la Biblioteca del Príncipe Consorte en Aldershot, el Royal Albert Hall y partes del Museo Victoria and Albert en Londres, el Museo Industrial de Escocia (Museo de Ciencia y Arte de Edimburgo) en Edimburgo y la Galería Nacional de Irlanda en Dublín. También fue responsable de la planificación de la Exposición Internacional de 1862 en Londres. The Art Journal describió el edificio de la Exposición Internacional como «un cobertizo miserable» ('a wretched shed'). La autoría del desaparecido Palacio de Cristal; de la Exposición no es fácil de seguir.[cita requerida] ya que el Parlamento rechazó la propuesta del Gobierno de comprar el edificio y los materiales fueron vendidos y utilizados para la construcción del Palacio Alexandra.
Antes de su repentina muerte por la rotura de un vaso sanguíneo, ganó el concurso para el diseño del Museo de Historia Natural de Londres, aunque no vivió para verlo ejecutado. Sus diseños neorrenacentistas para el museo fueron alterados y realizados en la década de 1870 por Alfred Waterhouse, en el sitio del edificio de Exposiciones de Fowke.
Murió en 1865 y está enterrado en el cementerio de Brompton de Londres.
Los Ingenieros Reales emitieron una medalla en 1865, como premio conmemorativo por los trabajos arquitectónicos realizados por miembros del cuerpo. Con la desaparición de grandes obras arquitectónicas, el premio se ha transformado en el premio otorgado al mejor estudiante en el curso de Royal Engineers Clerks of Works.

## Galería de obra arquitectónica

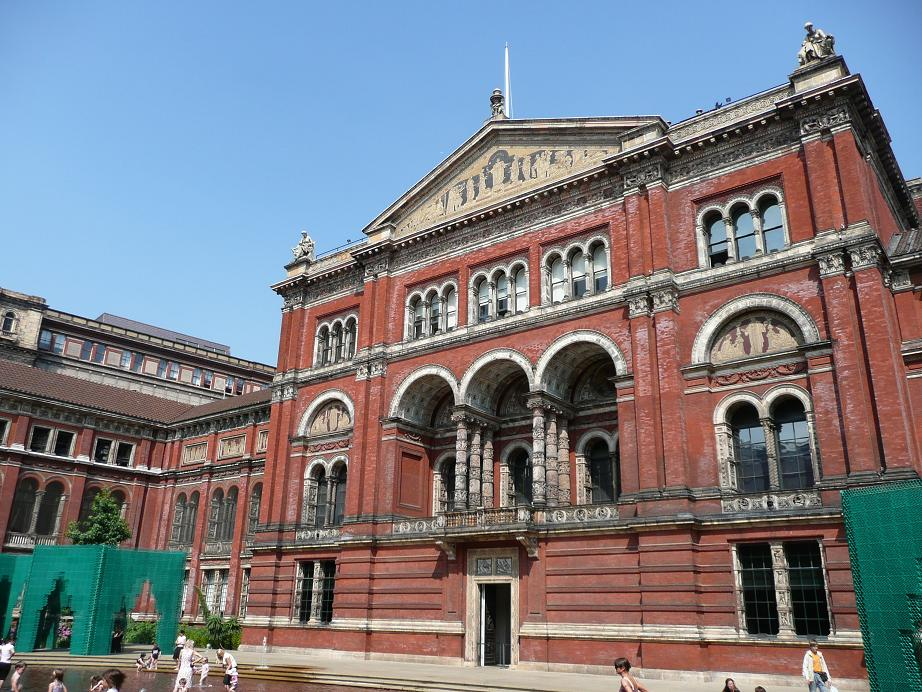
Museo Victoria and Albert, lado norte del jardín, entrada principal original
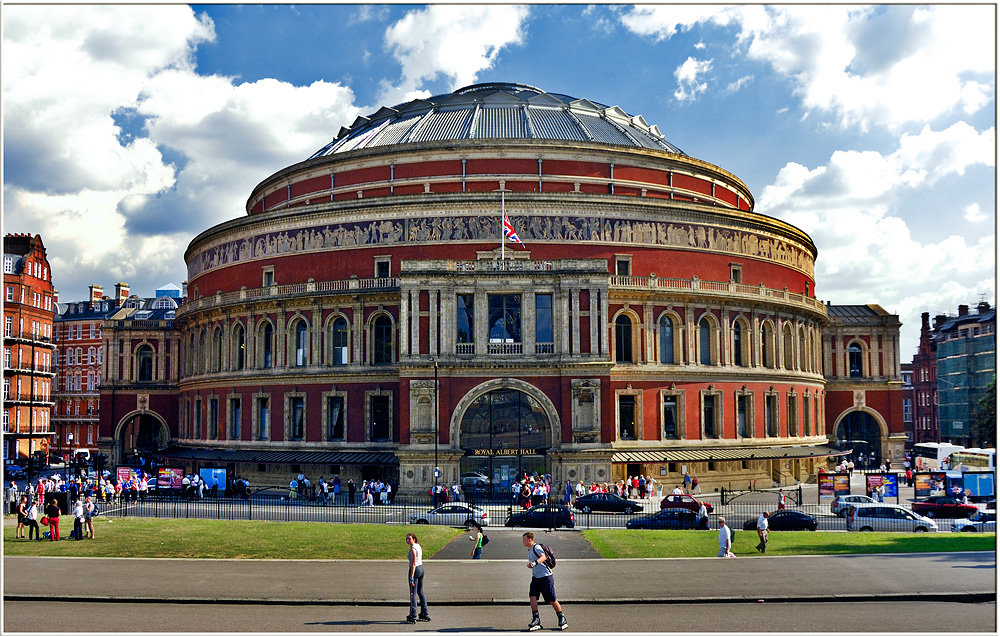
Royal Albert Hall
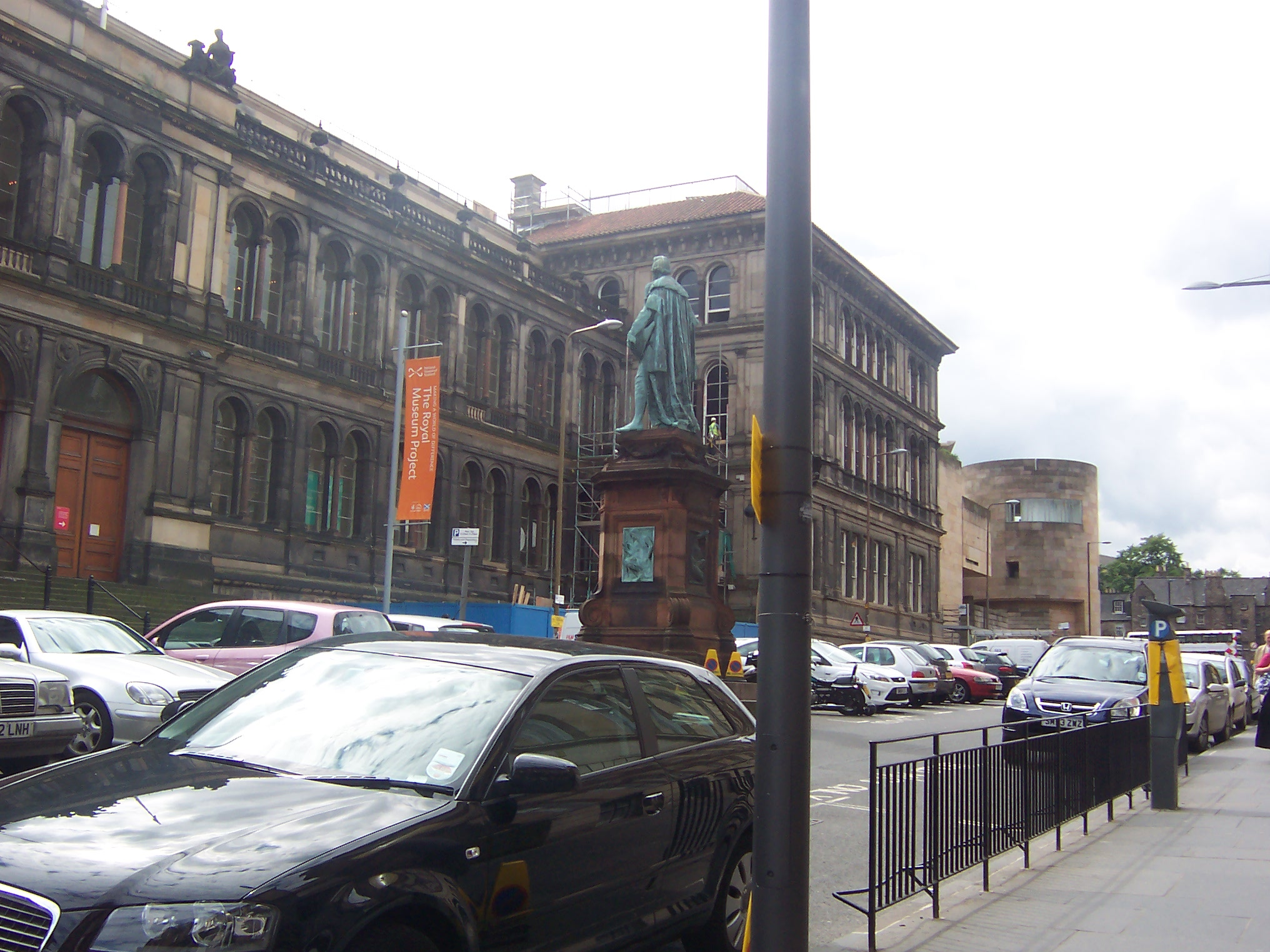
Museo de Ciencia y Arte de Edimburgo (Royal Museum)
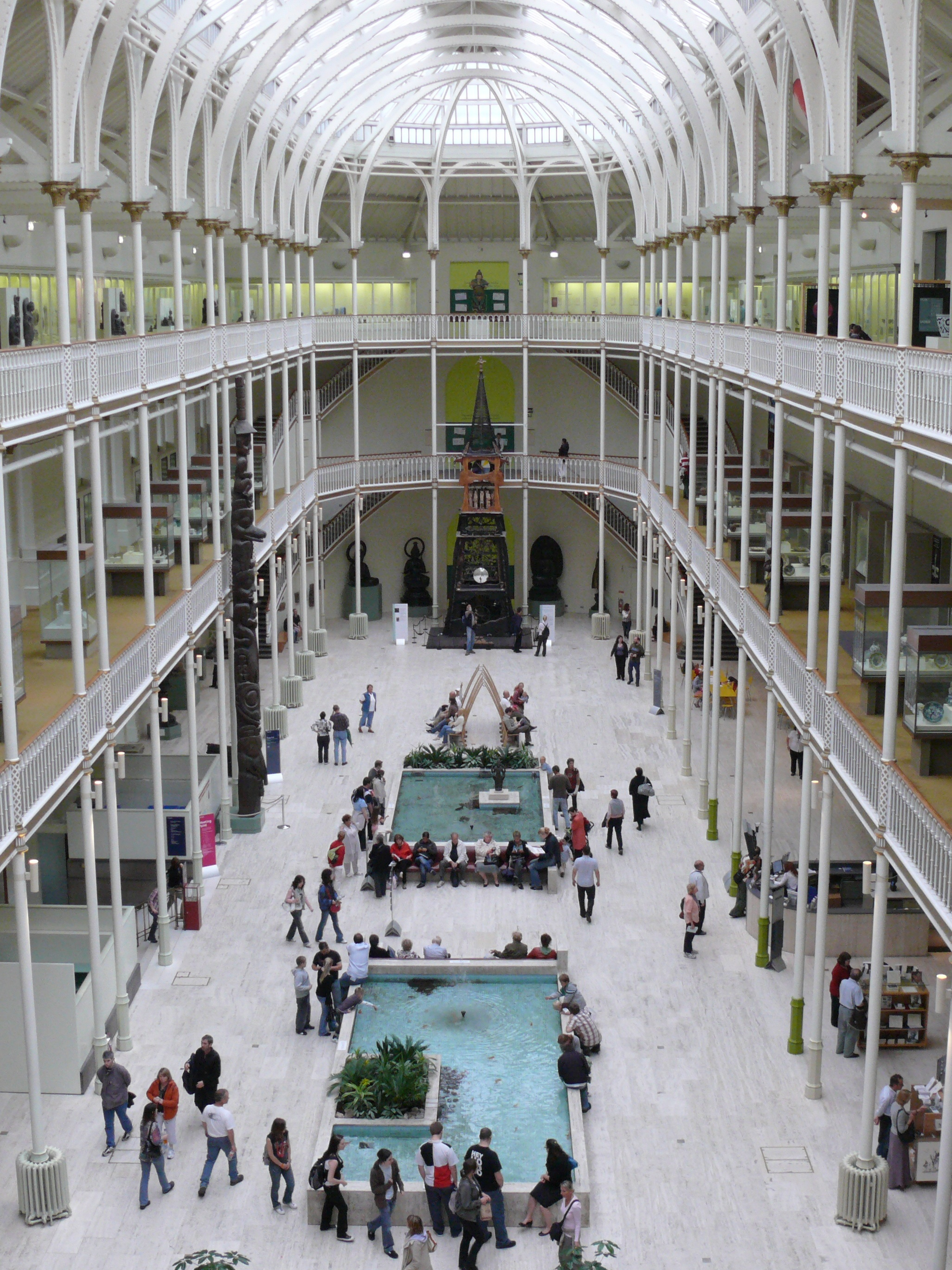
Museo de Ciencias y Arte de Edimburgo (Royal Museum), sala principal